# Осламівська сільська рада
Осла́мівська сільська́ ра́да — адміністративно-територіальна одиниця та орган місцевого самоврядування в Віньковецькому районі Хмельницької області. Адміністративний центр — село Осламів.

## Загальні відомості
Осламівська сільська рада утворена в 1972 році.
- Територія ради: 21,35 км²
- Населення ради: 1 353 особи (станом на 2001 рік)
- Територією ради протікає річка Говірка

## Населені пункти
Сільській раді підпорядковані населені пункти:
- с. Осламів

## Склад ради
Рада складається з 16 депутатів та голови.
- Голова ради: Іващук Ігор Миколайович

### Керівний склад попередніх скликань
| Прізвище, ім'я, по батькові | Основні відомості                                                         | Дата обрання | Дата звільнення |
| --------------------------- | ------------------------------------------------------------------------- | ------------ | --------------- |
| Іващук Ігор Миколайович     | Сільський голова, 1971 року народження, освіта вища, безпартійний         | 26.03.2006   | 31.10.2010      |
| Іващук Ігор Миколайович     | Сільський голова, 1971 року народження, освіта вища, член Партії регіонів | 31.10.2010   |                 |

Примітка: таблиця складена за даними сайту Верховної Ради України

### Депутати
За результатами місцевих виборів 2010 року депутатами ради стали:

#### За суб'єктами висування
| Суб'єкт висування | Кількість обраних депутатів | %    |
| ----------------- | --------------------------- | ---- |
| Партія регіонів   | 8                           | 50   |
| Народна партія    | 5                           | 31,3 |
| Єдиний Центр      | 3                           | 18,8 |

#### За округами
| № округу        | Прізвище, ім'я, по батькові    | Дата визнання обраним | Освіта             | Партійна приналежність | Відомості про обраного депутата                      |
| --------------- | ------------------------------ | --------------------- | ------------------ | ---------------------- | ---------------------------------------------------- |
| Єдиний Центр    |                                |                       |                    |                        |                                                      |
| 8               | Гнатишко Оксана Володимирівна  | 03.11.2010            | вища               | позапартійна           | тимчасово не працює                                  |
| 9               | Баліцька Людмила Миколаївна    | 03.11.2010            | вища               | член Єдиного Центру    | Осламівська сільська рада, землевпорядник            |
| 12              | Осацька Світлана Петрівна      | 03.11.2010            | вища               | позапартійна           | тимчасово не працює                                  |
| Народна Партія  |                                |                       |                    |                        |                                                      |
| 1               | Заєць Надія Іванівна           | 03.11.2010            | середня спеціальна | член Народної партії   | Осламівська сільська рада, секретар                  |
| 2               | Андрейцева Ольга Іванівна      | 03.11.2010            | середня спеціальна | член Народної партії   | Осламівська сільська рада, касир                     |
| 4               | Фрига Людмила Володимирівна    | 03.11.2010            | середня спеціальна | член Народної партії   | с. Осламів Ощад банк, контролер касир                |
| 5               | Лукасишен Володимир Васильович | 03.11.2010            | вища               | член Народної партії   | Радгосп «Осламово», агроном                          |
| 13              | Іаасюк Анатолій Михайлович     | 03.11.2010            | вища               | член Народної партії   | Осламівська загальноосвітня школа І-ІІІ ст., вчитель |
| Партія регіонів |                                |                       |                    |                        |                                                      |
| 3               | Квасньовський Віктор Петрович  | 03.11.2010            | вища               | позапартійний          | с. Осламів Церква, священослужитель                  |
| 6               | Охріменко Валентина Петрівна   | 03.11.2010            | середня спеціальна | член Партії регіонів   | Дитячий садок, вихователь                            |
| 7               | Косяк Тетяна Йосипівна         | 03.11.2010            | вища               | член Партії регіонів   | Осламівська амбулаторія, сімейний лікар              |
| 10              | Кровіцька Людмила Петрівна     | 03.11.2010            | вища               | член Партії регіонів   | Осламівська сільська рада, головний бухгалтер        |
| 11              | Вальчук Анатолій Анатолійович  | 03.11.2010            | вища               | член Партії регіонів   | приватний підприємець                                |
| 14              | Моспан Валентина Віталіївна    | 03.11.2010            | середня спеціальна | член Партії регіонів   | Осламівська амбулаторія, дільнична медсестра         |
| 15              | Ткач Оксана Володимирівна      | 03.11.2010            | вища               | член Партії регіонів   | Осламівська загальноосвітня школа І-ІІІ ст., вчитель |
| 16              | Веретко Тетяна Петрівна        | 03.11.2010            | середня спеціальна | член Партії регіонів   | тимчасово не працює                                  |